# Castagnaro
Castagnaro (Castagnàr o Castagnàro in veneto) è un comune italiano di 3 493 abitanti della provincia di Verona in Veneto.

## Geografia fisica
Castagnaro dista 52 chilometri da Verona. Rispetto al capoluogo è posizionato all'estremo sud della provincia, al confine con la provincia di Rovigo. 

Il nome del paese deriva dalla presenza un tempo di molti castagni, piante oggi scomparse dalla vista. Qualche esemplare di recente è stato ripiantato per ricordo nel giardino delle scuole.
Ha una piccola frazione verso ovest, chiamata Menà Vallestrema.

## Storia
Castagnaro fu feudo di molte famiglie veronesi: Dal Verme, Donato, Fracanzani, Rangoni, Sacrati, Trotti, Barbarigo, Fiocco, Grechi.
Nei suoi pressi ebbe luogo la battaglia di Castagnaro (1387), in cui Giovanni Ordelaffi e Ostasio II da Polenta, che combattevano per Verona, furono sconfitti da Giovanni Acuto e Francesco Novello da Carrara, che combattevano per Padova.

## Monumenti e luoghi d'interesse

### Architetture religiose
- Chiesa di San Nicolò in Castagnaro, terminata il 4 marzo 1844 e costruita sopra un edificio dell'XI secolo.
- Chiesetta di Santa Anna a Menà, opera dei monaci benedettini di Ferrara, risale al XVI secolo.
- I Sette Capitei, sette capitelli votivi costruiti in altrettante locazioni diverse del paese. Tra questi ricordiamo quelli dedicati a San Biagio, Santa Liberata, Maria Ausiliatrice, San Nicola, Sant'Antonio.

### Architetture civili
- Corti rurali
- Villa Grechi
- Il Casin
- Ponte della Rosta
- Villa Bianchini

## Società

### Evoluzione demografica
Abitanti censiti

## Economia
L'economia è principalmente agricola.

## Infrastrutture e trasporti

### Ferrovie
Il paese è attraversato dalla linea ferroviaria Verona-Rovigo ed è servito dalla stazione omonima.

## Amministrazione
| Periodo       | Periodo       | Primo cittadino        | Partito                                            | Carica                  | Note                      |
| ------------- | ------------- | ---------------------- | -------------------------------------------------- | ----------------------- | ------------------------- |
| maggio 1985   | maggio 1990   | Renato Gatto           | Democrazia Cristiana                               | Sindaco                 | [ 7 ]                     |
| maggio 1990   | novembre 1993 | Giovanni Galetto       | Lista civica                                       | Sindaco                 | Dimissioni                |
| novembre 1993 | febbraio 1995 | Virgilio Bernardinello | T.PDS                                              | Sindaco                 | Sospensione del consiglio |
| febbraio 1995 | aprile 1995   | Piergiuseppe Canero    |                                                    | Commissario prefettizio | [ 10 ] [ 11 ]             |
| aprile 1995   | giugno 1999   | Michele Sordo          | Lista civica                                       | Sindaco                 | [ 12 ]                    |
| giugno 1999   | giugno 2004   | Michele Sordo          | Lista civica                                       | Sindaco                 | [ 13 ]                    |
| giugno 2004   | giugno 2009   | Luca Sordo             | Lista civica                                       | Sindaco                 | [ 14 ]                    |
| giugno 2009   | gennaio 2011  | Luca Sordo             | Lista civica                                       | Sindaco                 | [ 15 ]                    |
| gennaio 2011  | maggio 2011   | Piergiuseppe Canero    |                                                    | Commissario prefettizio | [ 16 ] [ 17 ]             |
| maggio 2011   | giugno 2016   | Andrea Trivellato      | Lega Nord - Liste civiche                          | Sindaco                 | [ 18 ]                    |
| giugno 2016   | ottobre 2021  | Andrea Trivellato      | Lega Nord - Lista civica "Castagnaro Menà"         | Sindaco                 | [ 18 ]                    |
| ottobre 2021  | novembre 2024 | Christian Formigaro    | Lista civica "Castagnaro Menà"                     | Sindaco                 |                           |
| novembre 2024 | maggio 2025   | Riccardo Stabile       |                                                    | Commissario prefettizio |                           |
| maggio 2025   | in carica     | Jonathan Modenese      | Lista civica "Progetto civico - Castagnaro e Menà" | Sindaco                 |                           |

### Gemellaggi
- Fischbachau[19]

Il comune aderisce all’iniziativa patto dei sindaci.